# 三村元範
三村 元範（みむら もとのり）は、戦国時代から安土桃山時代にかけての武将。三村氏の家臣。備中国杠城主。
天文18年（1549年）、三村家親の三男として生まれる。父の死後は、家臣として兄であり当主・元親の補佐にあたった。元親が織田信長と手を結んで毛利輝元から離反すると（備中兵乱）、三村方として杠城（ゆずりはじょう、楪城とも書く）に篭城するも毛利氏の小早川隆景に攻められ、衆寡敵せず玉砕した。元範は長刀の達人であり、最期の戦いでも奮戦したといわれる。享年27。
杠城の落城は「備中兵乱記」では天正3年（1575年）1月8日となっているが、「萩藩閥閲録」には天正2年（1574年）11月6日付けで輝元が楢崎豊景に宛てた感状が収録されており、それには「杠城落去」と書かれているので、杠城の落城は備中兵乱記より早かったものと考えられる。
新見市高尾には元範を顕彰する｢三村元範討死の碑｣がある。